# Benoît Lamy
Benoît Lamy (Arlon, provincia de Luxemburgo, 19 de septiembre de 1945 — Braine-l'Alleud, provincia del Brabante Valón, asesinado el 15 de abril de 2008), fue un director de cine belga.
Nacido en la localidad de Arlon (sur de Bélgica) en 1945, obtuvo su mayor éxito en 1973 con la película Home Sweet Home (No tiren a los viejos por la ventana) con Claude Jade y Jacques Perrin, que narra una revuelta de los jubilados que viven en una residencia de ancianos en Bruselas. La comedia recibió un total de 14 premios internacionales y pasó a la historia como uno de los grandes hitos del cine francófono belga.
Además, Lamy dirigió otras películas como Jambon d'Ardenne (1977), La vie est belle (1987) y, posteriormente, Combat de fauves (Lucha de fieras, 1997), con Ute Lemper y Richard Bohringer.
- Datos: Q710643